# ماريا لونش
ماريا لونش هي فنانة برازيلية، ولدت في 1981 في ريو دي جانيرو في البرازيل.